# Ikki Sasaki
Ikki Sasaki (jap. 佐々木一輝 Sasaki Ikki; ur. 19 lutego 1991) – japoński piłkarz występujący na pozycji napastnika. Obecnie występuje w Kataller Toyama.

## Kariera klubowa
Od 2013 roku występował w klubach Tokushima Vortis i Kataller Toyama.